# Pelagije I.
Pelagije I., papa od 16. travnja 556. do 4. ožujka 561. godine.

## Životopis
Rodjen je u Rimu, ali godina i datum rođenja nisu poznati. Dolazio je iz ugledne rimske patricijske obitelji, njegov se otac Ivan, smatra bizantskim carskim namjesnikom jedne od dviju provincija na koju je Italija tada bila podijeljena. O Pelagiju svjedoče izvori iz 536. godine kada je bio pratitelj pape Agapeta I. na njegovom putu u Konstantinopol. Tu ga je papa ostavio kao nuncija rimske crkve na bizantskom dvoru 536. godine. Na dvoru se Pelagije zbližio s carem Justinijanom I., tako da je imao veliki utjecaj na njega. Predlagao mu za postavljanja i smjenjivanja carigradskih patrijarha i dr. Kada je papa Vigilije otišao u Konstantinopol po nalogu bizantskog cara Justinijana I., Pelagije je ostao u Rimu kao njegov legat. Tada je počela ostrogotska opsada Rima, pod vodstvom njihovog kralja Totile. Pelagije se pokušavao dodvoriti Totili, kako bi odustao od opsade i napada na Rim, i tako pomoći svojim gladnim sugrađanima. Njegovi napori nisu urodili plodom, i Totila je zauzeo Rim u prosincu 546. Totila je ipak poštedio građane i pristao poslati Pelagija u Konstantinopol kao pregovarača, koji je trebao u njegovo ime dogovoriti mir s Justinijanom I. Justinijan je odbacio Totilove prijedloge, i poslao ga natrag u Rim s porukom da je za Bizant, njihov zapovjednik Velizar, pravi vladar Italije, a da s njim nemaju što pregovarati. 

## Pontifikat
Pelagije je izabran za papu 16. travnja 556. kao Justinijanov kandidat. Prije ustoličenja bio je zajedno s Vigilijem protivnik Justinijanova edikta. Zbog toga je Vigilije odsjedio neko vrijeme u zatvoru u Konstantinopolu. Nakon ustoličenja za papu, Pelagije je promijenio stav i prihvatio Justinijanov edikt. Takva politika, teško je oštetila ugled pape u Sjevernoj Italiji, Galiji i zapadnoj Europi, tako da su njegovi nasljednici, idućih 50 godina imali puno muka kako bi vratili ugled i umanjili štetu. Papi Pelagiju se pripisuje izgradnja rimske bazilike Svetih Apostola, koja je podignuta u čast pobjede bizantskog zapovjednika Narzesa nad Ostrogotima.